# 蕭山戰鬥 (抗日戰爭)
蕭山戰鬥發生於1940年元月27日－2月25日，地點則是在中國杭州東南一帶。是抗日戰爭主要戰鬥之一，交戰一方為中華民國國民革命軍，另一方則為日軍。